# 旧井上家住宅西洋館
旧井上家住宅西洋館（きゅういのうえけじゅうたくせいようかん）は、愛知県豊田市平戸橋町波岩86-100 豊田市民芸館敷地内にある西洋館。
名古屋市で開催された博覧会の迎賓館として建設された擬洋風建築である。1928年（昭和3年）には井上徳三郎によって、西加茂郡猿投村（現・豊田市）の井上農場に移築された。1989年（平成元年）には豊田市の豊田市民芸館敷地内に再移築された。明治時代竣工の建物としては豊田市唯一の洋風建築である。

## 歴史

### 竣工
正確な竣工年は不明だが、意匠から明治10年代と推定されている。1878年（明治11年）には名古屋市で愛知県博覧会が開催されているが、愛知博覧会の発起人は後に関戸銀行を設立して頭取を務める関戸守彦であり、井上徳三郎は関戸銀行に勤務していたことがある。博覧会の迎賓館として使われた後には、関戸銀行の建物として使われたとされる。

### 井上農場移築後（1928年～1989年）

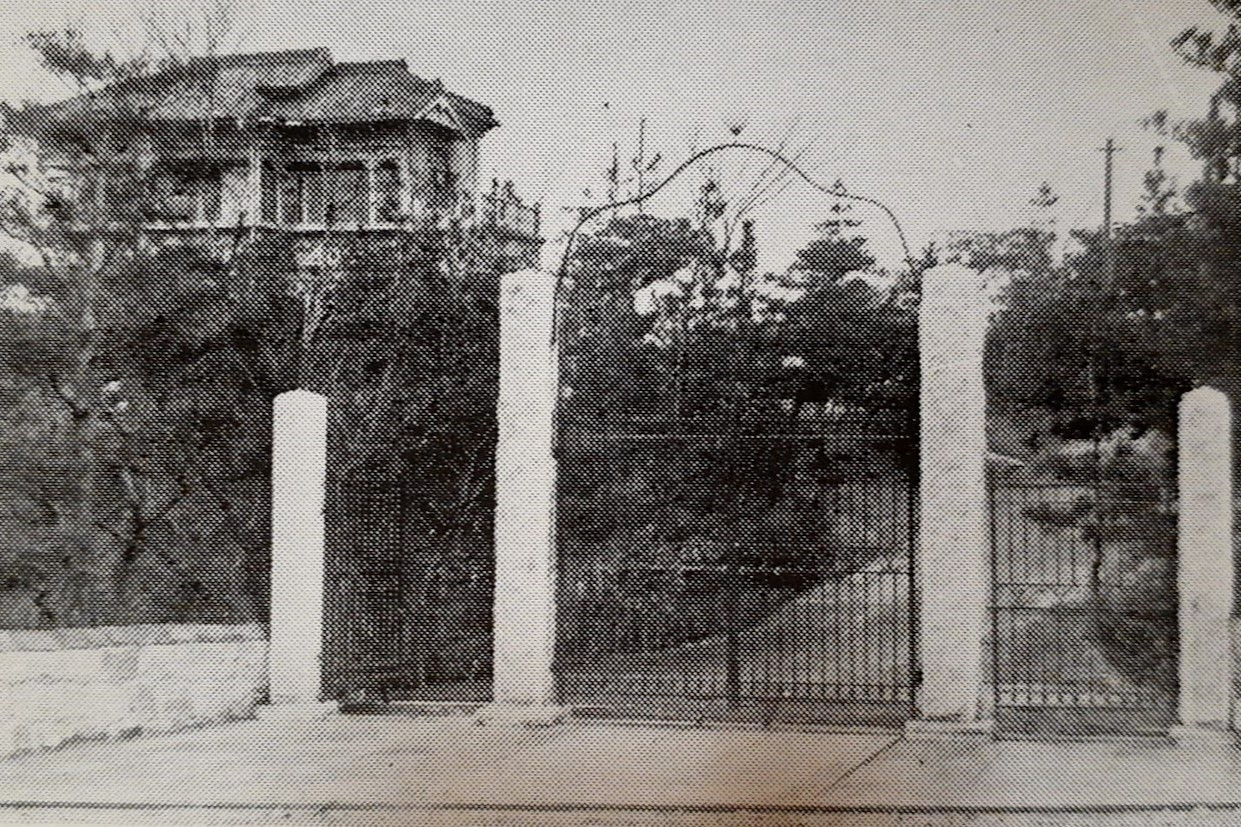
井上農場の正門と洋館（1936年）

1928年（昭和3年）8月20日には井上徳三郎によって、西加茂郡猿投村（現・豊田市）の井上農場事務所敷地内に移築された。1928年（昭和3年）11月に行われた陸軍大演習の際には昭和天皇の勅使を迎えている。この洋館は海江田信義によって「瑞雲閣」と命名され、東郷平八郎元帥による「雲高気静」の扁額が飾られた。各種集会などを行う公会堂として意図され、当初は迎賓館としても使用された。
1935年（昭和10年）頃には隣接地に住宅を増築し、太平洋戦争終戦直後までは井上徳三郎の養子である井上五郎の住まいとなっていた。その後、一時期は別人の住まいとなっていたが、1980年代になって井上家の手に戻った。井上家の住宅としては1988年（昭和63年）まで使用された。

### 豊田市民芸館移築後（1989年～）
晩年には老朽化によって解体も検討されたが、国立豊田工業高等専門学校の桑原稔教授の調査によって文化財的価値が見いだされ、1989年（平成元年）4月、豊田市平戸橋町の豊田市民芸館敷地内に移築された。2000年（平成12年）12月に国の登録有形文化財に登録された。

## 建築
木造2階建、寄棟造、桟瓦葺である。桁行7.33メートル、梁間3.65メートルの和小屋組の洋風建築である。1階には東側（玄関側）の客溜まりと西側の執務室の2室があり、客溜まりの窓際にある階段から2階に上ることができる。2階には東側の支店長室と西側の洋風応接室の2室があり、中央に階段室がある。

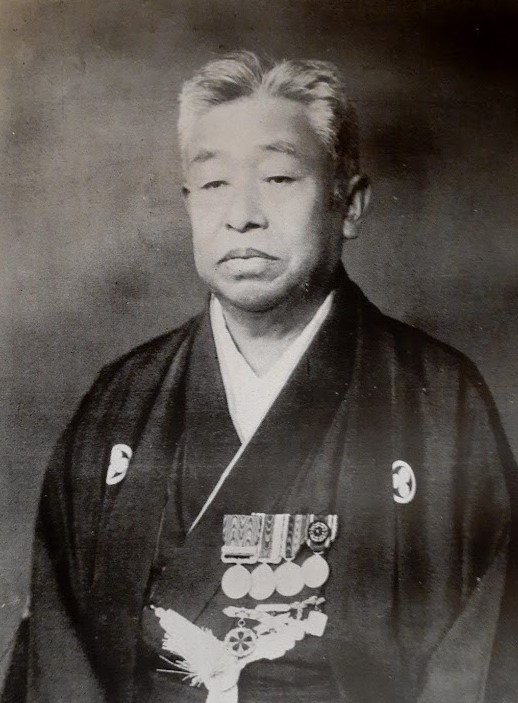
井上徳三郎
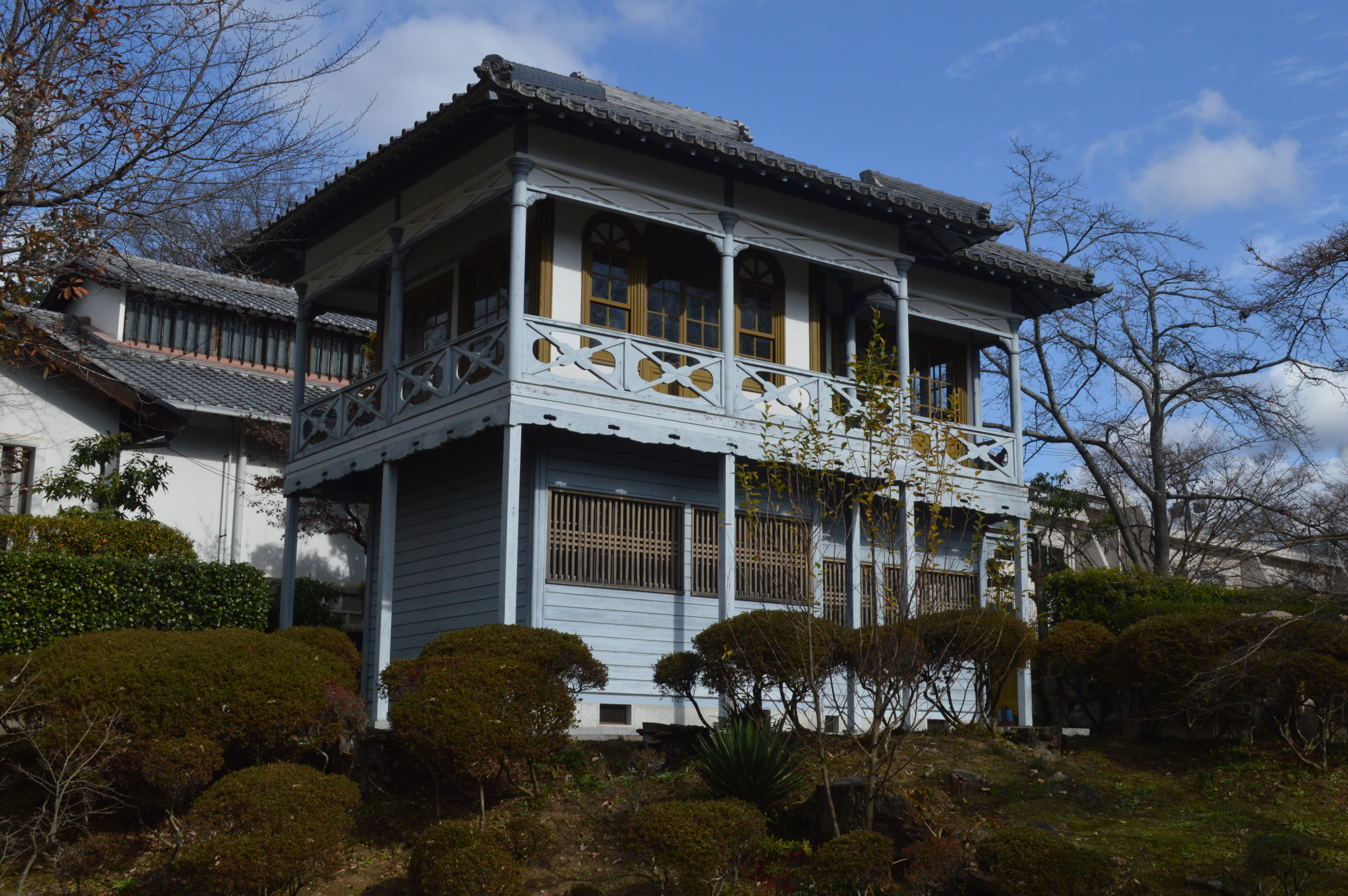
南西から見た建物
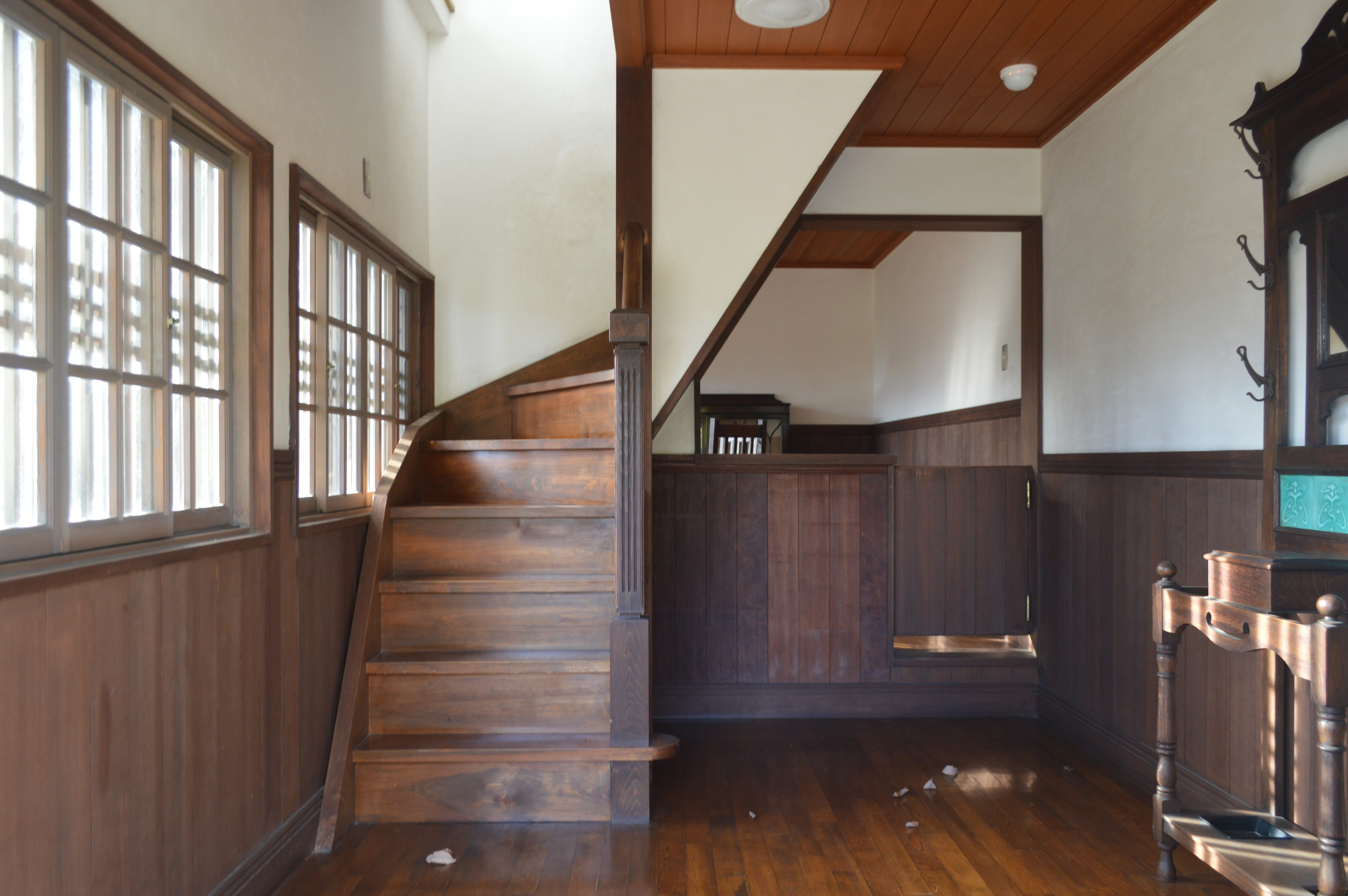
1階の客溜まり
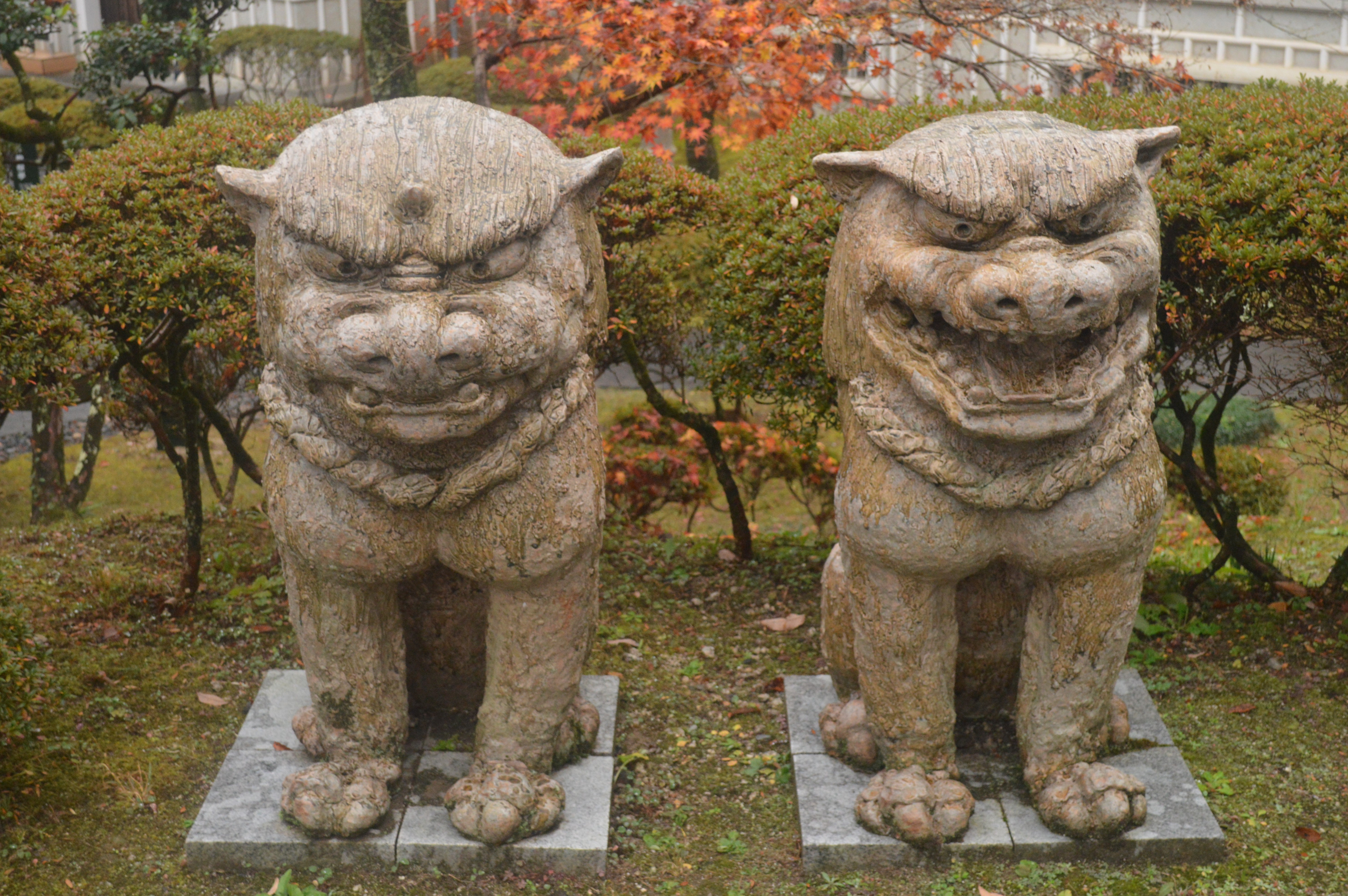
敷地内の陶製狛犬